# میکی بول
میکی بول (انگلیسی: Micky Bull; ۳ آوریل ۱۹۳۰ – دسامبر ۲۰۱۱ (۸۱ ساله)) بازیکن فوتبال اهل بریتانیا بود.
از باشگاه‌هایی که در آن بازی کرده‌است می‌توان به باشگاه فوتبال بدفورد تاون، باشگاه فوتبال سوئیندون تاون، باشگاه فوتبال تانبریج ولز، باشگاه فوتبال تونبریج آنجلز، باشگاه فوتبال برنتفورد، و باشگاه فوتبال چتم اشاره کرد.